# Shuriken School
Shuriken School è una serie animata franco-spagnola prodotta dallo studio d'animazione Xilam nel 2006.

## Trama
La Shuriken School è una scuola ninja che, secondo la leggenda, sarebbe stata un puro caso, quando il suo fondatore, Koji Murasaki, un ninja con poco talento, vinse un combattimento grazie alla sua fortuna. Oggi la scuola insegna la stessa disciplina, saggezza e autodifesa. La serie si incentra in particolare su tre allievi: Eizan, Jimmy e Okuni.

## Personaggi e doppiatori
- Eizan: doppiato in italiano da Laura Latini[2]
- Jimmy: doppiata in italiano da Monica Ward[2]
- Okuni: doppiato in italiano da Monica Vulcano[2]